# كيري جونسون
كيري جونسون (بالإنجليزية: Kerry Johnson) هي منافسة ألعاب القوى أسترالية، ولدت في 23 أكتوبر 1963.

## وصلات خارجية
- كيري جونسون على موقع الاتحاد الدولي لألعاب القوى (الإنجليزية)
- كيري جونسون على موقع النتائج التاريخية لألعاب القوى الأسترالية (الإنجليزية)
- كيري جونسون على موقع اللجنة الأولمبية الدولية (الإنجليزية)
- كيري جونسون على موقع أوليمبيديا (الإنجليزية)
- كيري جونسون على موقع اللجنة الأولمبية الأسترالية (الإنجليزية)